# José Luis Ramón
José Luis Ramón (Rufino, Argentina, 29 de abril de 1964) es un abogado y político argentino. Se desempeñó como diputado nacional por la provincia de Mendoza. Fue candidato a gobernador de provincia de Mendoza en las elecciones del 29 de septiembre de 2019.

## Reseña biográfica
Antes de su actividad política, se dedicó a la docencia y fue entrenador de rugby. De más joven realizó labores como lustrador de botas junto a su hermano menor, monaguillo, vendedor de helados, mozo, ordenanza, recolector de uvas y limpiador de ajo.
El trabajo, desde muy pequeño, y como joven ha sido parte de su vida. 
Fue un estudiante de Derecho en la Facultad de Derecho de la Universidad de Mendoza, donde cursó sus estudios universitarios. Durante toda su vida Universitaria participó activamente de cuanto movimiento social se produjere en ocasión de la defensa de los trabajadores, los consumidores, y los más desposeídos.  
El 24 de agosto de 1994, junto a un grupo de consumidores, fundó una Asociación Nacional de Defensa del Consumidor sin fines de lucro que se llamó Protectora. El objetivo era fomentar la participación informada de los usuarios consumidores, a través de la defensa de sus derechos individuales y colectivos.
En el año 2017, junto a un numeroso grupo de ciudadanos, decidió que las acciones desde la ONG no eran suficientes, y formaron un nuevo partido político: Protectora. En la formación del Partido político, tuvo una activa participación su hermano Gustavo Juan Ramón, Pablo Cairo, Alberto Sabás, Mauricio Guzmán, Leticia Zanelli, Carlos Arenas, Marcelo Linares, y referentes de múltiples organizaciones sociales; que se fueron sumando a la idea de la construcción de un Partido político. En la premura por el proceso eleccionario; en las elecciones legislativas del año 2017, con el Partido aún en formación, se presentaron a elecciones como Candidatos extra partidarios del Partido Intransigente, encabezando la lista y  logrando un 17,21 % de los votos.
Dicha campaña, Ramón la realizó a bordo de una camioneta Land Rover,  modelo 1969, desde el cual con un megáfono vociferaba sus propuestas y respondía preguntas de personas de la calle. Cuando comenzaron los aumentos a las tarifas de servicios públicos, en abril de 2015, Ramón convocó a una “Marcha de la frazada” en la plaza principal de la ciudad de Mendoza, con la consigna de repudiar el llamado "tarifazo" de gas. La consigna se replicó en varias ciudades. En aquella ocasión, más de tres mil personas fueron a la Legislatura de Mendoza con una manta en los hombros y Ramón fue conocido como “el loco de la frazada”. El objeto lo caracterizó durante toda la elección 2017 y la llevó consigo en audiencias públicas, a recorridas por barrios y hasta la asunción como diputado Nacional. Tal fue el símbolo de la frazada, que el día que se debatió en el Congreso de la Nación la Ley de la zona fría, provocó una ovación en la Cámara de Diputados, revoleando la frazada en señal de haber alcanzado el objetivo de tantos años y haber cumplido la promesa y bandera central de su llegada al poder. 
En 2021 se convirtió en uno de los principales detractores al independentismo mendocino, movimiento político impulsado por Alfredo Cornejo, haciendo un llamado a realizar una consulta popular no vinculante en la provincia de Mendoza, para que sean los propios mendocinos los que decidan su permanencia en la República Argentina.

## Actividad legislativa
En su actividad como diputado nacional, Ramón presentó múltiples proyectos entre los cuales se destacan:

### Ley para que se incluya en "la zona fría" a las tarifas de gas de uso domiciliario a la provincia de Mendoza dentro de la región patagónica
El proyecto de ley propicia modificar el régimen regulatorio a efectos de declarar a la Provincia de Mendoza bajo el mismo cuadro tarifario de la "Región Patagónica". (Zona fría), para el gas domiciliario. Por imposición de la Corte suprema de la Nación, en la causa CEPIS, se estableció de manera rotunda la indicación de que los servicios públicos y el acceso a los mismos es un derecho humano. En el caso de la provincia de Mendoza, por un retraso legislativo, las temperaturas a las que se ven sometidos los usuarios en los meses del invierno, de las mismas características que rigen en la Región Patagónica, nos obligan, necesariamente a considerar que la misma debe tener un cuadro tarifario de las mismas características.
Sendos procesos judiciales rigen en la provincia de Mendoza, desde el año 2009, que corrigen esta anormalidad de pretensión de aplicación tarifaria, que no se corresponde con las inclemencias que padecen los más de 165.000 usuarios de toda la provincia. Se citan las causas judiciales: 1) Expediente 23043887/2009, Carátula: Sottile, Carlos y Ot. C/ ENARGAS y Ots. S/Sumarísimo”; originario del 2.º Juzgado federal de Mendoza, Sec. 3, actualmente en la Corte Suprema de Justicia de la Nación. 2) Expediente FMZ 009282/2014, Carátula: Protectora A.D.C.C/ ENARGAS y Ot. S/ Amparo colectivo, originario del 2.º Juzgado Federal de Mendoza, actualmente en la Corte Suprema de Justicia de la Nación. 3) Expediente FMZ 010266/2016, Carátula: Protectora A.D.C. c/ ENARGAS y Ots. S/ amparo colectivo, originario del 2.º Juzgado federal de Mendoza, actualmente en la Corte Suprema de Justicia de la Nación. 4) Expediente FMZ 017625/2014 Carátula: Protectora A.D.C. C/ P.E.N. y Ots. S/Amparo colectivo, originario del Juzgado Federal de San Rafael Mendoza, actualmente en la Corte Suprema de Justicia de la Nación.
En todas estas causas judiciales, se han expresado sendas resoluciones judiciales confirmadas por la Excma. Cámara federal de Apelaciones de Mendoza; y en el fallo Competencia FMZ 2l2l2/20l6/CSl y otros EN - M Energía y Minería el Centro de Estudios para la Promoción de la Igualdad y Solidaridad y otros si inhibitoria. Competencia FMZ 10266/2016/CA3-C~1 'Protectora Asociación Civil de Defensa del Consumidor cl Distribuidora de Gas Cuyana y otros si medida cautelar (autónoma) y Competencia CAF 30786/2016/CS1 'Stolbizer, Margarita y otros cl EN PEN M de Energía y Minería y otros si medida cautelar (autónoma)'.

### Ley de protección del usuario de servicios públicos
Incorpora en una nueva estructura a todos los servicios públicos. Propone modificaciones a la Ley de Defensa del Consumidor, así como asume y recupera proyectos con anterioridad presentados y otras leyes como la Ley general del ambiente. La propuesta aclara qué se considera como un servicio público y cuáles son los objetivos a cumplir por el Estado en cada estamento relacionado con los servicios públicos, y sus deberes como autoridad de control. Establece cuáles son los derechos y obligaciones que se generan para con los usuarios y consumidores. Además, incluye la importancia de la información y difusión y prohíbe los cortes de servicios. Por último, propone que los entes de control deban ser formados por representantes de organizaciones de defensa del consumidor que lleven a los entes las necesidades y preocupaciones de los consumidores.

### Ley de acciones colectivas
Regula de manera integral los amparos colectivos con alcance en todo el país, con el objetivo de asegurar la posibilidad de acceso de todos los ciudadanos y obtener respuestas efectivas y rápidas.

### Ley de Emergencia U.V.A
Declara la emergencia de los Créditos Hipotecarios UVA en su artículo primero y dispone a diferentes comisiones afines al tema que trabajen en pos de encontrar una solución para los miles de familias que accedieron a esta línea de crédito. También plantea la prohibición de desalojo, remate o cualquier acto judicial o administrativo que proceda al desalojo familiar de la vivienda por tres años, tiempo que duraría la emergencia.

### Modificaciones sobre ajustes tarifarios
Luego de que se emitiera la Resolución 20/2018 de la Secretaría de Energía publicada en el Boletín Oficial en la que se dispuso que a partir de enero de 2018 los consumidores compensen en 24 cuotas a las distribuidoras de gas natural comprimido por las pérdidas generadas por la devaluación, el diputado Ramón presentó dos iniciativas.
En primer lugar, solicitó la derogación de la Resolución 20/2018 y el artículo 37 punto (5) del Decreto 1738/92. Por un lado, propuso un proyecto de ley para modificar el artículo 38 de la ley 24.076, sancionada en 1992 con el fin de evitar que se cobre por conceptos ya facturados a los consumidores. Las dos iniciativas señalaban en sus fundamentos: "la inconstitucionalidad del cobro retroactivo por afectar derechos básicos de los consumidores, buscando trasladar que la parte más débil de la cadena de distribución, se haga cargo de los riesgos de las empresas prestadoras de los servicios".

### Ley de portabilidad de deudas de consumo
Propone la posibilidad de cancelar de modo anticipado los préstamos de consumo (de bancos, financieras u otro tipo de proveedores de crédito) con su correspondiente reducción de intereses y cargos. Además, plantea la portabilidad de la deuda para transferirla de una entidad a otra, en caso de  que la misma ofrezca mejores condiciones de pago.

### Provincialización de los Registros Nacionales de la Propiedad Automotor
Plantea modificar la forma de cobro de las tarifas del automotor, que actualmente se regulan nacionalmente y los costos de dichos araceles, que son calculados a partir del valor del bien (o sea, del modelo de automóvil) en lugar de hacerse por tipo de trámite, como sucede en otros países de América, como Brasil y México.

### Bono de $5000 parajubiladosy pensionados
En noviembre de 2018, presentó junto a la diputada del Frente Renovador, Mirta Tundis, un proyecto para entregar por única vez, un bono por 5 mil pesos a Jubilados y Pensionados. El proyecto se basó en el Índice de precios al consumidor que había crecido de septiembre del 2017 a septiembre del 2018 en un 40,5% y solo en el mes de septiembre había tenido un alza del 6,5%. 
Contrariamente, las jubilaciones sólo aumentaron en 2018 apenas el 28,4%. Sostuvieron que siendo los jubilados y pensionados un grupo de gran vulnerabilidad y que debería tener políticas prioritarias que los beneficien, concertaron la necesidad de que se les adjudicara, como a muchos trabajadores un bono de $5000. A pesar de las gestiones realizadas con la oposición y el oficialismo en la cámara, y tras un año de pocas votaciones, el gobierno impidió el tratamiento del proyecto en el recinto, durante las últimas sesiones especiales del año 2018.
En la actualidad Preside el bloque Unidad y Equidad Federal, que comparte con los Diputados Pablo Miguel Ansaloni (Buenos Aires) y Antonio José Carambia (Santa Cruz) y el Interbloque: Unidad Federal para el Desarrollo; en el cual también se encuentran los Diputados Beatriz Ávila (Tucumán), Luis Di Giácomo (Río Negro), Ricardo Wellbach, Flavia Morales y Diego Sartori (Misiones).

## Controversias
Realizó una alianza con el Frente de Todos, luego Unión por la Patria; con quienes acordó una serie de proyectos políticos a desarrollar hacia las elecciones de 2021 y 2023. Lo interesante, es que formó una alianza, en la que nunca perdió su espacio político Protectora. Un hecho lamentable fue la salida de su amigo de toda la vida, el Ex diputado de la provincia Mario Vadillo con quien co-fundó la ONG. y otros espacios de la sociedad civil en Mendoza con el grupo Protectora. En el año 2017 durante el debate por la Proyecto de Ley de despenalización de la Interrupción Voluntaria del Embarazo, fue criticado por el periódico La izquierda diario y muchos otros medios[¿cuál?] que lo tildaron de manera despectiva, sobre todo aquellos que esperaban que su voto fuese a favor. Por su posición y opinión, que fue consistente con su promesa de campaña, promesas que siempre se mantuvieron de manera consistente. De hecho, tuvo un desencuentro que provocó una ruptura con los miembros del interbloque “Social Demócrata” que había sostenido desde su asunción junto a Martín Lousteau, su socia Carla Carrizo y a la diputada tucumana Teresita Villavicencio.